# Jan Wolkers
Jan Hendrik Wolkers (n. 26 octombrie 1925 – d. 19 octombrie, 2007) a fost un sculptor, pictor și scriitor neerlandez. 
Wolkers este considerat unul dintre cei mai importanți scriitori neerlandezi postbelici, alături de cei Trei Mari scriitori, Willem Frederik Hermans, Harry Mulisch și Gerard Reve. Wolkers a devenit remarcat în anii '60, în special pentru descrierea directă și excepțională a actului sexual. 
Romanul său din anul 1969, Turks Fruit (Delicatese turcești), a fost tradus în zece limbi și a fost ecranizat în anul 1972 de către regizorul Paul Verhoeven, devenind un film de succes, fiind nominalizat la Premiile Oscar, la secțiunea pentru Cel mai bun film străin, iar în anul 1999 a câștigat titlul de Cel mai bun film neerlandez al secolului.
Din 1980 până la moartea sa a trăit pe insula Texel.
Wolkers a refuzat în anul 1982 premiul literar Constantijn Huygens, iar în anul 1989 a refuzat premiul P.C. Hooft, cele mai importante premii ale literaturii neerlandeze contemporane.
A decedat la data de 19 octombrie, 2007, la vârsta de 81 de ani, în casa lui de pe insula Texel. A fost incinerat la cimitirul De Nieuwe Ooster din Amsterdam.

## Opera
- 1961, Serpentina's petticoat (povestiri)
- 1962, Kort Amerikaans (roman)
- 1963, Gesponnen suiker (povestiri)
- 1963, De Babel (piesă de teatru)
- 1963, Een roos van vlees (roman)
- 1964, De hond met de blauwe tong (povestiri)
- 1965, Terug naar Oegstgeest (roman autobiografic)
- 1967, Horrible tango (roman)
- 1969, Turks fruit (roman)
- 1971, Groeten van Rottumerplaat (documentar autobiografic)
- 1971, Werkkleding (documentar autobiografic)
- 1974, De walgvogel (roman)
- 1974, Dagboek 1974 (jurnal)
- 1975, Dominee met strooien hoed (nuvelă)
- 1977, De kus (roman)
- 1979, De doodshoofdvlinder (roman)
- 1980, De perzik van onsterfelijkheid (roman)
- 1981, Alle verhalen (povestiri)
- 1981, Brandende liefde (roman)
- 1982, De junival (roman)
- 1983, Gifsla (roman)
- 1984, De onverbiddelijke tijd (roman)
- 1985, 22 sprookjes, verhalen en fabels (povestiri)
- 1988, Kunstfruit en andere verhalen (povestiri)
- 1989, Jeugd jaagt voorbij
- 1991, Tarzan in Arles (eseuri)
- 1991, Wat wij zien en horen (povestiri, împreună cu Bob și Tom Wolkers)
- 1994, Rembrandt in Rommeldam (eseuri)
- 1995, Zwarte bevrijding (eseuri)
- 1996, Icarus en de vliegende tering
- 1997, Mondriaan op Mauritius/Mondrian on Mauritius (eseuri)
- 1998, Het kruipend gedeelte des aardbodems (discurs)
- 1999, Omringd door zee (columns)
- 1999, De spiegel van Rembrandt
- 2005, Zomerhitte
- 2005, Dagboek 1974 (jurnal)
- 2008, Het was wel een heel lief varkentje